# Wilberg (Horn-Bad Meinberg)
Wilberg ist ein Ortsteil der Stadt Horn-Bad Meinberg im Kreis Lippe, Nordrhein-Westfalen.

## Geographie
Der Ort Wilberg liegt im Werretal zwischen den Orten Schönemark, Schmedissen, Bad Meinberg und Horn. Des Weiteren führt mit der Detmolder Straße (B 239), ein für den Kreis Lippe bedeutender Verkehrsweg, durch den kleinen Ort. Von dieser zweigen in Wilberg die Schönemarker- und die Wilberger Straße sowie der Maßbruchweg ab, um an den Seiten des Werretals die Berge hinaufzuführen.
Des Weiteren ist Wilberg gekennzeichnet durch die große Anzahl alter Höfe und Stallungen, die teilweise auf eine über 400 Jahre alte Geschichte zurückblicken. Neubebauungen sind dagegen vergleichsweise selten. Am östlichen Rand Wilbergs am Übergang zu Bad Meinberg befinden sich die Betriebsstätten der Staatlich Bad Meinberger-Mineralbrunnen GmbH & Co. KG, deren Quellen oberhalb des Dorfes Wilberg in den nördlichen Bergen am Maßbruch verortet sind. Mittelpunkt des Ortes bildet der Dorfplatz mit einem Findling als Gedenkstein, errichtet 1992 anlässlich der 600-Jahr-Feierlichkeiten.
Fährt man auf der Detmolder Straße westlich in Richtung Detmold, passiert man die Niedermühle zu Wilberg aus dem Jahre 1698. In Richtung Bad Meinberg liegt links in einer Senkung die Wilberger Obermühle, deren Bau in handschriftlichen Dokumenten auf das Jahr 1574 datiert ist.

## Geschichte
Der erste schriftliche Nachweis der Siedlung Wilberg stammt aus dem Jahre 1392. Der Name Wilberg ist zurückzuführen auf das Geschlecht der Herren vom Wilberge aus der rätischen Schweiz, deren erster Stammesführer sich Wilebert genannt haben soll. Die Familie Wilberg ist bis heute im Ort ansässig.
Am 1. Januar 1970 wurde der Ortsteil Wilberg der Gemeinde Schönermark nach dem Detmold-Gesetz in die neue Gemeinde Bad Meinberg-Horn eingegliedert. Diese wurde bereits am 10. September 1970 in Horn-Bad Meinberg umbenannt.